# Léon Casgrain
Pour les articles homonymes, voir Casgrain.
Pour les autres membres de la famille, voir Famille Casgrain.
Léon Casgrain, né le 13 août 1892 à Rivière-Ouelle et mort le 5 novembre 1967 à Rivière-du-Loup, est un homme politique provincial du Québec.

## Biographie
Il naît à Rivière-Ouelle, le 13 août 1892, de Joseph-Raymond Casgrain, cultivateur et juge de paix, et d'Anaïs Élisa Casgrain. Ses parents ne font pas de politique mais un certain nombre de membres de sa famille y font carrière. Ainsi, il est le petit-neveu de Charles-Alphonse-Pantaléon Pelletier, le petit-cousin de Thomas Chase Casgrain et le neveu de Charles-Arthur Gauvreau. Par ailleurs, c'est l'arrière-petit-fils de Charles-Eusèbe Casgrain.
Il fait ses études au Collège de Sainte-Anne-de-la-Pocatière avant d'entamer des études de droit à l'Université Laval. Il est déjà à cette époque membre du parti libéral du Québec et sera président de l'Association de la jeunesse libérale. Il sort de l'université diplômé et est admis au Barreau de la province de Québec le 12 juillet 1916. Il exercera d'abord sa profession à Québec au cabinet des avocats Louis-Alexandre Taschereau, Ferdinand Roy, Lawrence Arthur Dumoulin Cannon (en) et Georges Parent, tous hommes politiques reconnus.
Il s'établit à Rivière-du-Loup en 1920. Il y continuera sa carrière d'avocat en s'associant avec d'autres hommes politiques : Charles-Adolphe Stein, Ernest Lapointe, Louis-Philippe Lizotte et Marc Stein. En 1926 il crée le conseil en loi du roi, il devient également avocat de la couronne et substitut du Procureur général pour le district de Kamouraska.
Il se présente pour la première fois aux élections dans la circonscription de Témiscouata lors des élections générales de 1927. Il y est élu avec plus de 80 % des voix face à un candidat conservateur. Cependant, à l'issue du redécoupage de la carte électorale de 1930, il ne se représente pas dans cette circonscription.
C'est en effet dans la circonscription de Rivière-du-Loup qu'il créera son fief. Élu sans difficulté lors des élections générales de 1931, il fut réélu à trois reprises (en 1935, 1936 et 1944).
Du 8 novembre 1939 au 30 août 1944, il est ministre sans portefeuille dans le Gouvernement Adélard Godbout (2).
Alors qu'il postulait pour un cinquième mandat dans cette circonscription, lors des élections générales de 1948, il est défait par Roméo Gagné, candidat de l'Union nationale. À la suite de cet échec il ne se représenta plus à aucune élection.
Il est à noter qu'il ne cessa pas sa carrière de juriste durant ses mandats et sera même bâtonnier du Barreau du Bas-Saint-Laurent durant un an (1er mai 1935 au 1er mai 1936).
Le 5 novembre 1967, il meurt à Rivière-du-Loup à l'âge de 75 ans. Il est inhumé dans le cimetière de la paroisse Saint-Patrice, le 9 novembre 1967.
Le fonds d’archives de Léon Casgrain est conservé au centre d’archives de Québec de  Bibliothèque et Archives nationales du Québec.